# Nazionale femminile di pallavolo del Kosovo
La nazionale femminile di pallavolo del Kosovo è una squadra europea composta dalle migliori giocatrici di pallavolo del Kosovo ed è posta sotto l'egida della Federazione pallavolistica del Kosovo.

## Risultati

### Competizioni CEV
| 2018 | 8º posto        | Convocazioni |
| 2019 | non qualificata | -            |
| 2021 | non qualificata | -            |
| 2022 | non qualificata | -            |
| 2023 | non qualificata | -            |
| 2024 | non qualificata | -            |